# 17 octobre 1908
Le samedi 17 octobre 1908 est le 291e jour de l'année 1908.

## Naissances
- Albert Rousseau (mort le 18 mars 1982), peintre canadien
- Hjördis Petterson (morte le 27 mai 1988), actrice suédoise
- Jan Hendrik Waszink (mort le 5 octobre 1990), professeur d'université
- Jan van Hout (mort le 22 février 1945), coureur cycliste néerlandais
- Kenji Miyamoto (mort le 18 juillet 2007), homme politique japonais
- Marina Nuñez del Prado (morte le 9 septembre 1995), sculptrice bolivienne
- Paul-Georges Koch (mort le 17 avril 1982), poète français
- Svend Olsen (mort le 13 décembre 1980), haltérophile danois
- Walter Bäumer (mort le 29 juin 1941), pilote automobile allemand
- Yang Jingnian (mort le 4 septembre 2016), économiste et traducteur chinois (1908-2016)

## Décès
- Cheikh Bouamama (né en 1833), résistant Algérien
- François Font (né le 14 juin 1831), prêtre catholique et historien français
- Léon de Bruyn (né le 7 octobre 1838), homme politique belge
- Paul Berger (né le 6 janvier 1845), médecin et chirurgien français (1845-1908)
- William Harris Ashmead (né le 19 septembre 1855), entomologiste américain (1855-1908)